# DivX
DivX(디빅 또는 디빅스)는 DivX 사가 MPEG-4 기술을 기반으로 독자적으로 개발한 영상 코덱이다. 크고 긴 영상도 원본 품질에 가까우면서도 작은 크기로 압축시켜주는 강력한 기능을 갖고 있다. 원래 크기의 약 15%까지 압축하는 것이 가능하다.
DivX 코덱에는 두가지 종류가 있다. MPEG-4 파트 2 DivX 코덱과 H.264/MPEG-4 AVC DivX 플러스 HD 코덱이다. 디빅스 코덱은 주로 영화 같은 멀티미디어 데이터를 리핑하는 데 주로 이용된다.
처음 개발 당시에는 오디오 코덱만 존재하였으나, 이제는 영상 코덱만이 제공되고 있다. 따라서 지금은 DivX을 영상 코덱으로 가리키는 경우가 대부분이다.

## DivX 포맷

### DivX 미디어 포맷(DMF)
DivX 6은 DivX의 범위를 코덱과 플레이어에서, 'DivX 미디어 포맷(DMF)'이라 불리는 미디어 컨테이너 포맷을 추가함으로써 넓혀주었다. DMF는 다음과 같은 기능을 지원한다.
- 인터렉티브 비디오 메뉴
- 다중 자막(XSUB)
- 다중 오디오 트랙
- 다중 비디오 스트림
- 책갈피 기능(Chapter points)
- 다른 메타데이터(XTAG)
- 다중 포맷
- AVI와의 부분적 하위 호환성

디빅스 미디어 포맷은 'DivX Ultra Certified' 프로파일과 함께 출시되었다. 'Ultra' 인증 플레이어는 모든 DivX 미디어 포맷 기능을 지원한다. 디빅스 미디어 포맷으로 인코딩된 영상은 MPEG-4 비디오 스트림이지만, 디빅스 미디어 포맷은 애플의 퀵타임과 같은 미디어 컨테이너 포맷들과 유사하다. DVD와 같은 미디어 포맷이 MPEG-2 영상을 자신의 사양으로 명시하는 것과 같은 방식으로 DivX 미디어 포맷은 MPEG-4 호환 가능 영상을 자신의 사양으로 명시한다. 그러나 .divx 확장자를 사용함에도 불구하고 이 포맷은 AVI 파일 포맷의 확장판이다. 다중 오디오와 자막 트랙을 포함하는 방식은 RIFF 헤더와 기타 AVI 해킹판을 저장하는 것을 포함한다. 이는 플레이어가 .divx 컨테이너 포맷에 사용가능한 새로운 기능을 지원하지 않는 플레이어가 적어도 기초 비디오 스트림을 재생할 수 있게 하기 위해 DivX 사가 일부러 AVI와의 최소한의 하위 호환성을 유지하려고 한 것이었다. 물론 디빅스 코덱은 여전히 전통적인 표준 AVI 파일 생성 방식을 지원한다.

### DivX 플러스 HD
DivX 플러스 HD는 사유 DivX 미디어 포맷이 아닌 마트료시카 미디어 포맷을 사용하는 파일 포맷의 브랜드 이름이다. 디빅스 플러스 HD 파일은 H.264 비디오 비트스트림, AAC 서라운드 사운드 오디오, 그리고 챕터, 자막, 메타데이터를 정의하는 다양한 XML 기반 첨부문서를 담는다. 그리고 이 미디어 컨테이너 포맷은 H.264/MPEG-4 AVC 코덱을 위해 사용된다.

## 같이 보기
- Xvid